# Mironići
Mironići (en serbe cyrillique : Миронићи) est un village du nord du Monténégro, dans la municipalité de Pljevlja.

## Démographie

### Évolution historique de la population
| 1948 | 1953 | 1961 | 1971 | 1981 | 1991 | 2003 |
| ---- | ---- | ---- | ---- | ---- | ---- | ---- |
| 72   | 78   | 74   | 76   | 73   | 36   | 25   |